# Irmantas
Irmantas är ett litauiskt mansnamn. Imantas är en variant av namnet och en lettisk variant är Imants.

## Personer med namnet Irmantas
- Irmantas Zelmikas (* 1980), fotbollsspelare